# يومي يويتسوجي
يومي يويتسوجي (上辻 佑実) (30 نوفمبر 1987 في سويتا في اليابان – )؛ هي لاعبة كرة قدم كانت تلعب كلاعب وسط. ولعبت مع منتخب اليابان لكرة القدم للسيدات.

## وصلات خارجية
- يومي يويتسوجي على موقع قاعدة بيانات كرة القدم.إي يو (الإنجليزية)
- يومي يويتسوجي على موقع Soccerway.com (الإنجليزية)
- يومي يويتسوجي على موقع عالم كرة القدم.نت (الإنجليزية)